# Ficus costata
Ficus costata là một loài thực vật có hoa trong họ Moraceae. Loài này được Aiton mô tả khoa học đầu tiên năm 1789.